# سیدی جابر (حی)
سیدی جابر (به عربی: سیدی جابر) یک محله در مصر است که در استان اسکندریه واقع شده‌است.